# Конов, Виктор Фёдорович
Конов Виктор Фёдорович (30 октября 1940 — 12 июля 2018) — русский советский писатель, сценарист, член Союза писателей России.

## Биография
Родился 30 октября 1940 года в деревне Шевелёво Клепиковского района Рязанской области.
Мать Конова (Сафонова) Анна Федотовна (1899—1990) колхозница, отец Конов Федор Афанасьевич (1900—1943) был сапожником, заведовал сапожной артелью в городе Спас-Клепики, погиб на фронте под Харьковом.
Виктор был младшим из 7 детей. Братья и сестры — Полина Федоровна (1925—1982) , Клавдия Федоровна (1927—1930), Тимофей Федорович (1929—2015), Петр Федорович (1932—2002), Клавдия Федоровна (1934—2018), Александр Федорович (1937—2002).
Учился в Школе в деревне Оськино Рязанской области 7 классов с 1948 по 1955, потом поступил в Строительный техникум в Спас-Клепиках в 1955 и окончил в 1958.
Служил в Армии в Тбилиси с 1959 по 1961.
Поступил на факультет Журналистики МГУ в 1962. Окончил в 1967 году.
Женат не был.
Работал в редакции журнала «Сельская молодежь».

## Творчество
Повесть «Суд в Ершовке» выходит в Серии "Новинки «Современника» в 1986 году. В 1987 снят художественный фильм с одноименным названием, Конов сценарист этой экранизации. В главных ролях снимались Геннадий Гарбук, Людмила Хитяева, Борис Хмельницкий, Борис Галкин, Фёдор Одиноков и другие.
В серии «Подвиг» выходят повести «Бутафор», «Рыжий цыган», «Дачные воры», «Бездонное озеро».
В 2005 году в серии «Жизнь замечательных людей» вышла книга «Епистиния Степанова», о жизни женщины, восемь сыновей которой погибли на войне. Книга передана в музей на Поклонной горе в Москве и выставлена в экспозиции.

## Произведения
- 1986 — «Суд в Ершовке».
- 2002 — «Дачные воры».
- 2005 — «Епистиния Степанова».

## Фильмография
- 1987 — «Суд в Ершовке» — сценарист.